# Pařížská kartouza
Pařížská kartouza (francouzsky Chartreuse de Paris) byl klášter kartuziánů v Paříži. Kartouza byla založena v roce 1257 na pozemcích zvaných Vauvert (dnes Jardin du Luxembourg) a stála zde až do Francouzské revoluce. Patřily k ní rozsáhlé pozemky na jih od Lucemburského paláce. Vchod do kláštera se nacházel na úrovni dnešního domu č. 64 na Boulevardu Saint-Michel.

## Historie
Francouzský král Ludvík IX. daroval v roce 1257 kartuziánskému řádu pozemky jižně od Paříže zvané Vauvert, kde se dříve rozkládal královský hrad. V souladu s pravidly svatého Bruna mniši vytvořili kolem kláštera zahrady. V 18. století se Pařížská kartouza stala významným pěstitelem ovocných stromů. Před Francouzskou revolucí se kartouza rozkládala na území asi 23 ha mezi Boulevardem Saint-Michel a Rue d'Assas a Lucemburskou zahradou.
V roce 1790 byl klášter uzavřen a prodán. Jeho budovy byly zbořeny a na jeho pozemcích vznikly ulice Avenue de l'Observatoire, Rue d'Assas, Rue Auguste Comte a Rue Michelet.
Na působení kartuziánů dnes upomíná pouze název malé uličky Rue des Chartreux (48°50′31″ s. š., 2°20′9″ v. d.).